# ClG J02182-05102
ClG J02182-05102 (również ClG J0218.3-0510) – prawdopodobnie najstarsza gromada galaktyk odkryta we wczesnej fazie rozwoju. Gromada ta, mimo młodego wieku w jakim została zaobserwowana, wygląda zaskakująco współcześnie. ClG J02182-05102 jest zdominowana przez stare, masywne, dojrzałe galaktyki, typowe dla współczesnych gromad, które jednak miały kilka miliardów lat więcej czasu na osiągnięcie obecnego kształtu. Została odkryta w przeglądzie SPIRE (Spitzer Wide-area InfraRed Extragalactic) przy wykorzystaniu teleskopu Spitzera.
Gromada ClG J02182-05102 jest odległa o około 9,6 miliarda lat świetlnych od Ziemi. Należy do niej około 60 galaktyk, z których co najmniej 7 znajduje się w tym samym wieku, co potwierdza, że należą do jednej gromady. Wyróżnia się ona gęstością galaktyk. W jej centrum znajdują się dojrzałe, olbrzymie galaktyki, zawierające nawet do 10 razy więcej gwiazd niż Droga Mleczna. Wydają się one nie pasować do tak wczesnego okresu ewolucji Wszechświata.